# Árni Gautur Arason
Árni Gautur Arason (født 7. maj 1975 i Reykjavik, Island) er en islandsk tidligere fodboldspiller (målmand).
På klubplan tilbragte Arason en stor del af sin karriere i Norge, hvor han repræsenterede henholdsvis Rosenborg, Vålerenga og Odd Grenland. Hos Rosenborg var han med til at vinde tre norske mesterskaber og én pokaltitel, mens det hos Vålerenga blev til ét mesterskab. Han sluttede karrieren i Belgien hos Lierse SK.
Arason spillede, over en periode på 13 år, hele 71 kampe for Islands landshold. Han debuterede for holdet 19. august 1998 i en venskabskamp mod Letland, og spillede sin sidste landskamp 11. august 2010 i et opgør mod Liechtenstein.

## Titler
Norsk mesterskab
- 2000, 2001 og 2002 med Rosenborg
- 2005 med Vålerenga

Norsk pokaltitel
- 1999 med Rosenborg